# Blakey Vermeule
Emily Dickinson Blake Vermeule (Cambridge, Massachusetts, 14 de julho de 1966), popularmente conhecida por Blakey Vermeule, é uma filósofa e professora norte-americana da literatura britânica do século XVIII. Ela é professora de inglês na Universidade Stanford.

## Biografia
Vermeule é a filha da arqueóloga clássica Emily Vermeule. Seu irmão, Adrian Vermeule, também é professor na Harvard Law School.
Seus interesses de pesquisa incluem a literatura britânica de 1660-1800, a teoria crítica, os grandes poetas britânicos, a ficção pós-colonial, a história do romance, os fundamentos cognitivos da ficção e a psicologia evolutiva humana. Sua recente bolsa de estudos centrou-se em estudos literários assuntos sobre p darwinismo.